# Ea (Biscaye)
Pour les articles homonymes, voir Ea.
Ea est une commune de Biscaye dans la communauté autonome du Pays basque en Espagne.

## Histoire
Le village d'Ea naît au XVIe siècle quand des pêcheurs des villages voisins Ereño, Bedaroa et de Natxitua, établiront une demeure permanente de pêcheurs dans le port naturel que forme la ria d'Ea. Jusqu'au XIXe siècle, Ea n'a pas eu d'organisme municipal propre. La ria divisait le village en deux parties, l'une d'elles appartenait à l'elizate de Bedaroa et l'autre moitié à l'elizate de Natxitua. C'est la raison pour laquelle Ea possède deux églises paroissiales, une de chaque côté de la rivière et séparées uniquement par un pont. À part de ce pont, les rues d'Ea étaient séparées (et unies) par trois autres ponts. Au XIXe siècle, le port d'Ea dépassait en force et population à celui des deux elizates auxquelles il appartenait. Pour cela les communes de Bedaroa et de Natxitua ont été fusionnées en une nouvelle municipalité au nom d'Ea et avec pour centre, le port d'Ea. À partir de ce moment, ces deux bourgs, Natxitua et Bedaroa sont devenus des quartiers ruraux d'Ea.

### Quartiers
Les quartiers d'Ea sont Bedaroa et Natxitua.

## Patrimoine

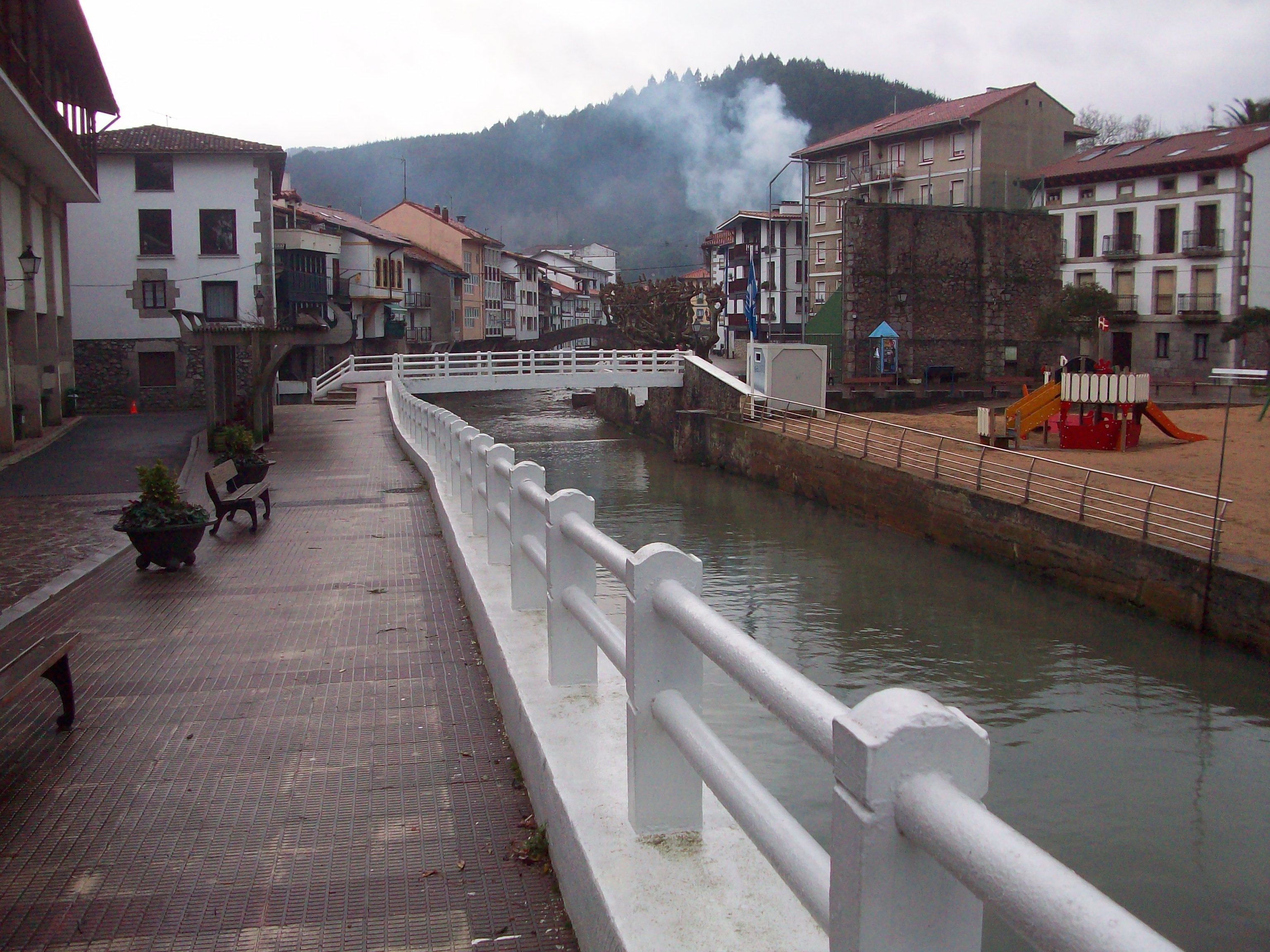
Centre du village d'Ea

## Personnalités liées à la commune
- Manuel Montero : homme politique et écrivain français,  enseignant à l'Université du Pays Basque.
- Karmelo Landa (1952-) : homme politique.
- Klaudio Landa : journaliste et présentateur de télévision.

### Sources
- (es)/(eu) Cet article est partiellement ou en totalité issu des articles intitulés en espagnol « Ea (Vizcaya) » (voir la liste des auteurs) et en basque « Ea » (voir la liste des auteurs).